# Waterford (Nova York)
Waterford és una població dels Estats Units a l'estat de Nova York. Segons el cens del 2000 tenia 2.204 habitants.

## Demografia
Segons el cens del 2000, Waterford tenia 2.204 habitants, 951 habitatges, i 543 famílies. La densitat de població era de 2.934,4 habitants per km².
Dels 951 habitatges en un 28,8% hi vivien nens de menys de 18 anys, en un 39,3% hi vivien parelles casades, en un 14% dones solteres, i en un 42,8% no eren unitats familiars. En el 34,8% dels habitatges hi vivien persones soles el 13,6% de les quals corresponia a persones de 65 anys o més que vivien soles. El nombre mitjà de persones vivint en cada habitatge era de 2,3 i el nombre mitjà de persones que vivien en cada família era de 3,06.
Per edats la població es repartia de la següent manera: un 23,9% tenia menys de 18 anys, un 10% entre 18 i 24, un 31,6% entre 25 i 44, un 19,7% de 45 a 60 i un 14,8% 65 anys o més.
L'edat mediana era de 36 anys. Per cada 100 dones de 18 o més anys hi havia 86,2 homes.
La renda mediana per habitatge era de 34.135 $ i la renda mediana per família de 45.375 $. Els homes tenien una renda mediana de 35.543 $ mentre que les dones 25.912 $. La renda per capita de la població era de 18.141 $. Entorn de l'11,4% de les famílies i el 12,6% de la població estaven per davall del llindar de pobresa.